# Dendropanax querceti
Dendropanax querceti là một loài thực vật có hoa trong Họ Cuồng cuồng. Loài này được Donn.Sm. mô tả khoa học đầu tiên năm 1906.